# Bagasse
Pour les articles homonymes, voir Bagasse (homonymie).

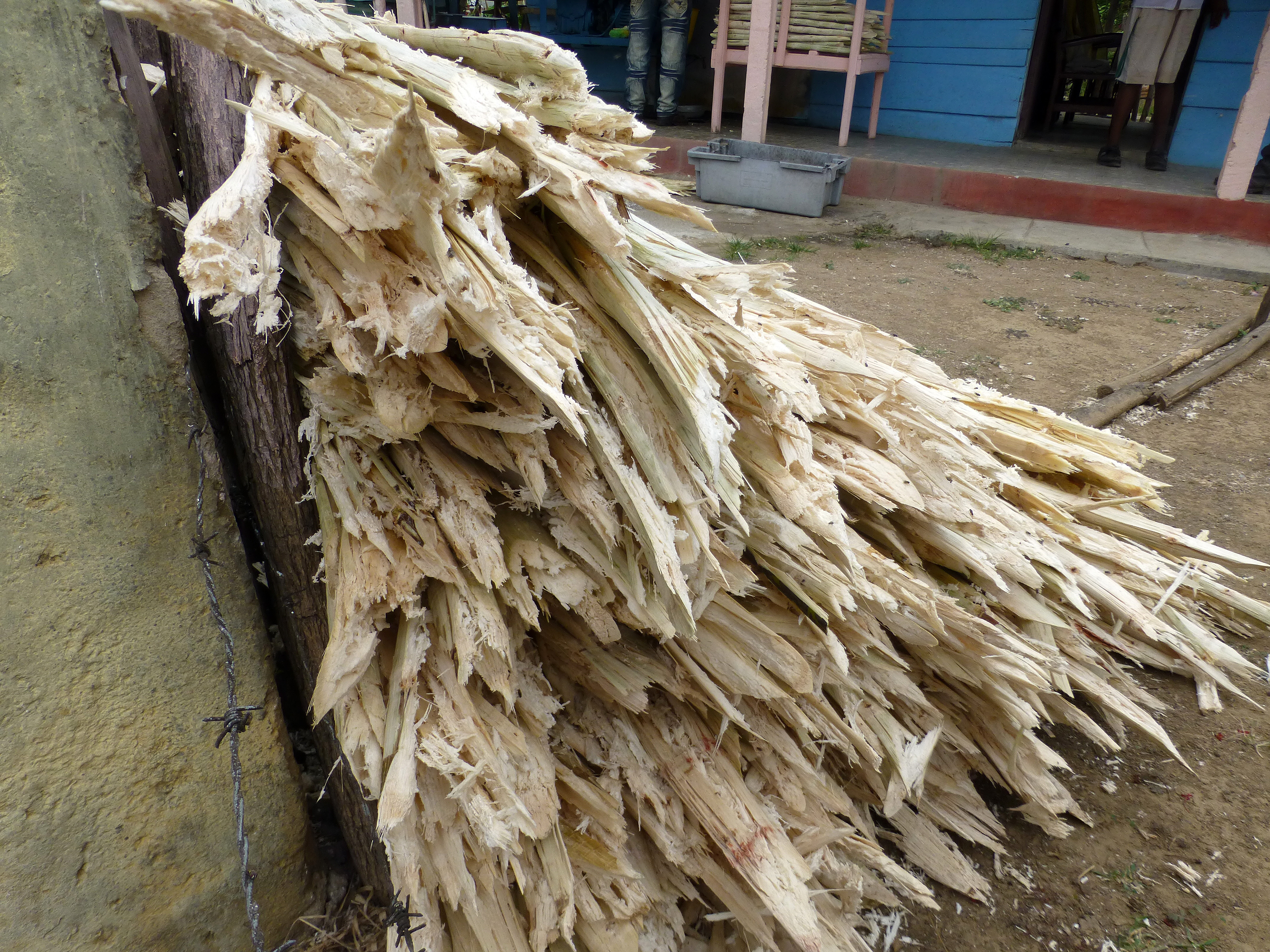
Bagasse dans la vallée de Los Ingenios (Cuba)

La bagasse est le résidu fibreux de la canne à sucre qu'on a passée par le moulin pour en extraire le suc. Elle est composée principalement de la cellulose de la plante.
Ce terme désigne également les tiges de la plante qui fournit l'indigo, quand on les retire de la cuve après la fermentation. La bagasse désigne aussi la fibre de la pomme de pin cuite d'agave (Agave tequilana, dans le cas de la Tequila), broyée pour générer des sucres qui, lors de la fermentation, produiront de l'alcool et d'autres composés chimiques qui seront séparés lors de la distillation,.

## Mode de production

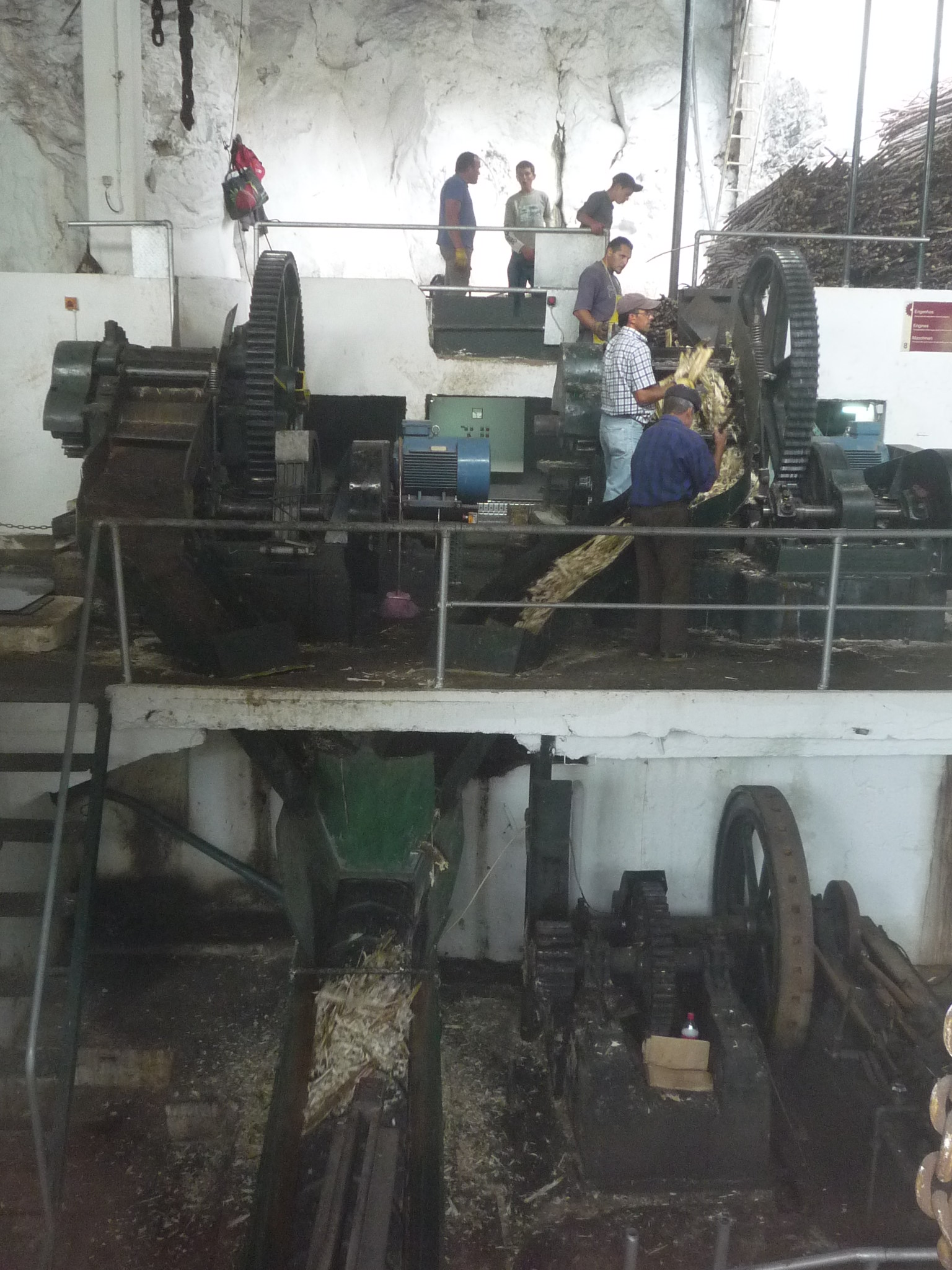
Production de sucre de canne à Madère

L'industrie de la canne produit en grandes quantités la bagasse, résidu de l'extraction du jus de canne (le vesou) pour la production de rhum ou de sucre. On estime que la production mondiale de bagasse est d'environ 250 millions de tonnes par an.

## Utilisation de la bagasse

### Production d'énergie
On considère qu'une tonne de canne produit environ 300 kg de bagasse qui a une valeur calorifique de 7 900 kJ/kg, ce qui est inférieur à celle du bois sec (16 000 kJ/kg) dont le rythme de production est cependant plus lent.
La bagasse est une bioénergie utilisée dans les usines de production de rhum ou de sucre. La performance des installations permet à certaines usines de fonctionner en autonomie énergétique.
En comparaison avec les énergies fossiles brûlées dans les usines de production d'énergie, la bagasse présente plusieurs intérêts : elle est dépourvue de dioxyde de soufre, elle résulte d'une autre production, et sa combustion ne dégage que le CO2 fixé par la plante lors de sa croissance, quantité très réduite car le CO2 consommé par le métabolisme autotrophe de la canne à sucre est pour la majeure partie stocké dans le sucre.
Une exploitation rationnelle des 250 millions de tonnes de bagasse produites annuellement dans le monde pourrait économiser 50 millions de tonnes de pétrole soit environ 1,2 % de la consommation annuelle en 2003.
Cette utilisation concerne environ 60 % de la bagasse produite d'après la FAO.

### Alimentation du bétail
La bagasse peut également être utilisée pour l'alimentation du bétail. Cette utilisation ne semble pas intéressante dans le cas de jeunes bovins mais s'avère rentable pour les animaux de plus de deux ans.

### Nanocellulose
La nanocellulose, un produit de plus grande valeur, peut être produite à partir de la bagasse par divers procédés notamment pour le développement et la production de films d'emballage alimentaire.

### Construction et ameublement
Diverses formes de panneaux de fibres compressées (aggloméré) ont été fabriqués à partir de la bagasse.
Des panneaux de bagasse ont été présenté à la Louisiana Purchase Exposition de 1904 qui s'est tenue dans la ville américaine de Saint-Louis.

Hickam Field, NCO Housing Type 2, 301 Eleventh Street, Honolulu, Plafond en Canec. Construction en 1941.

Celotex Corporation, aux États-Unis, a créé l'industrie des panneaux de fibres de bagasse dès 1920 et fabriquait en 1950 plus de 2 millions de pieds carrés par jour. L'usine compagne du New Jersey, recevait le produit ordinaire de l'usine en Louisiane et appliquait finitions conformes aux exigences du marché. Des panneaux composites appelés Cemesto, alliant une âme en Celotex et deux panneaux d'amiante-ciment collés de part et d'autre furent largement utilisé pour la construction permanente à montage rapide. La société anglaise associée Celotex Ltd. utilisa des balles de bagasse importées pour la fabrication des mêmes panneaux isolants. Deux autres grandes usines furent situées près de Hilo, île d'Hawaï, et à Sydney, Australie. Les produits, de type similaire à ceux fabriqués par Celotex, sont respectivement connus sous les noms de Canec et Canite,,.
La fabrication de panneaux de fibres de bagasse appelé Vazcane directement à partir de la canne à sucre a été menée à une échelle relativement petite pendant de nombreuses années à Cuba. Dans ce processus, l'extraction du sucre est considérée comme un sous-produit de la fabrication des panneaux.
Environ 85 tonnes de bagasse, soit la moitié de la quantité de fibres sèches, sont nécessaires à la production de 100 000 pieds carrés de ½ po. de panneaux comprimé, quantité considérée comme la capacité journalière économique minimale d'une usine. Les comparaisons avec le coût d'autres matériaux de construction, tels que la brique, les carreaux d'amiante-ciment et le contreplaqué, montrent des avantages en faveur de divers types de panneaux isolants fabriqués à partir de bagasse.
Un matériau de construction à base de bagasse, appelé bagapan, est fabriqué à La Réunion.
Différentes expérimentation ont été menées visant à créer un panneau d'ingénierie structural composite employant du contreplaqué et la bagasse mise en œuvre selon le modèle proposé par les LSL (Laminated Strand Lumber), OSL (Oriented Strand Lumber) et OSB (Oriented Structural Board),.

### Emballage alimentaire
La bagasse est utilisée depuis quelques années pour les emballages alimentaires, assiettes, bols, gobelets, etc. En effet, cette utilisation de la bagasse est une bonne alternative au plastique et au polystyrène, car la bagasse n'est pas dangereuse pour la santé, et elle est biodégradable en 45 jours.
Son utilisation est notamment de plus en plus plébiscitée pour la vente à emporter et les livraisons. Cette matière possède de nombreux avantages pour la restauration. La bagasse est en effet résistante au graisses, apte au contact alimentaire, et est étanche. Ainsi, les emballages ne sont pas transpercées par les liquides, notamment pour les plats en sauce. Aucun risque d'avoir de fuites lors du transport ou de craindre l'humidité. Et la bagasse s'avère même plus résistante que le carton.
Un autre avantage de la bagasse est sa résistance à des températures extrêmes; elle peut donc être congelée ou servir de contenant pour bouillir les aliments. Ne contenant pas de métaux, un produit en bagasse est utilisable au four à micro-ondes. Les emballages alimentaires en bagasse sont compostables. L'utilisation d'un tel produit aurait un impact neutre sur la santé voire positif sur l'environnement.

### Filmographie
- La bagasse, une ressource sûre, film documentaire d'Audrey Malialin et Rhodney Blirando, Université des Antilles et de la Guyane, Guadeloupe, 2011 (2 DVD)